# Cucut cuallarg olivaci
El cucut cuallarg olivaci  (Cercococcyx olivinus) és una espècie d'ocell de la família dels cucúlids (Cuculidae) que habita la selva humida de l'Àfrica Occidental i Central.